# Samuel Heinrich Schwabe
Samuel Heinrich Schwabe (n 25 octombrie 1789, Dessau – d. 11 aprilie 1875, Dessau) a fost un astronom german.
S-a remarcat prin observațiile privind ciclul solar.
Astfel, în 1843 a descoperit variația ciclică, cu o perioadă de 10 ani, a numărului de pete solare.
1. ↑  List of Royal Society Fellows 1660-2007 (PDF), p. 317